# 珀爾察馬城堡
珀爾察馬城堡，又名珀爾察馬騎士團城堡，是位於愛沙尼亞東部約格瓦縣珀爾察馬的一座城堡。

## 歷史
珀爾察馬城堡由立窩尼亞騎士團修建於1272年，當時是一座單純的防禦性騎士團城堡。在立窩尼亞戰爭期間，該城堡一度被波蘭軍隊佔領。1570年至1578年，這座城堡是霍爾斯坦公爵馬格努斯的官邸。他曾期望在俄羅斯沙皇伊凡四世的幫助下建立一個立窩尼亞王國。
1623年，瑞典國王古斯塔夫二世·阿道夫將這座城堡贈送給陸軍元帥赫爾曼·弗蘭格爾。此後弗蘭格爾將城堡從中世紀要塞改建為文藝復興後期風格的住宅。但是在大北方戰爭期間，城堡被燒毀。戰後彼得大帝將這座城堡贈送給改革家海因里希·馮·菲克（Heinrich von Fick）。1750年時，這座城堡由沃德默·約安·馮·勞（Woldemar Johann von Lauw）所有。他對城堡進行了大規模改建，令其成為一座豪華的洛可可式宮殿。此後城堡轉手給俄羅斯貴族加加林家族，直至1919年愛沙尼亞土地改革為止。
在第二次世界大戰時期的1941年，該城堡在一次空襲中幾乎完全被毀。

## 建築

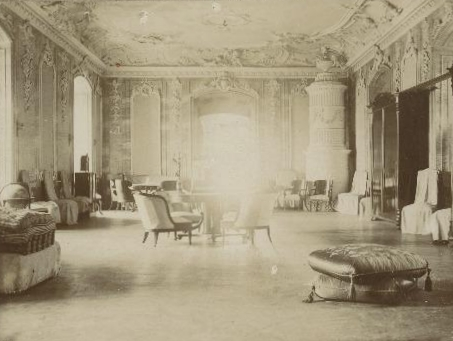
裝飾華麗的洛可可式「大理石廳」，在1941年被毀

這座中世紀城堡修建在珀爾察馬河河岸，被護城河包圍。城堡外形呈方形，有三個城門和一個內庭。在14和15世紀，城堡進行了多次擴建，新建了修道院大廳，並且加高了城牆。城牆的三個角上建有長方形的小塔。內部的修道院建築有自己的內庭，並在西南角有瞭望塔。16世紀時在南門前方新建了堡壘和砲塔，並且在北門也修建了砲塔。在赫爾曼·弗蘭格爾所有時期，城堡的外觀發生顯著改變，從要塞變為住宅。弗蘭格爾為壁爐貼上了瓷磚，並擴大門窗，還加蓋了一層。內廳亦改為庭園。但他最建築最大的改建是將南側的砲塔改為現在的教堂。

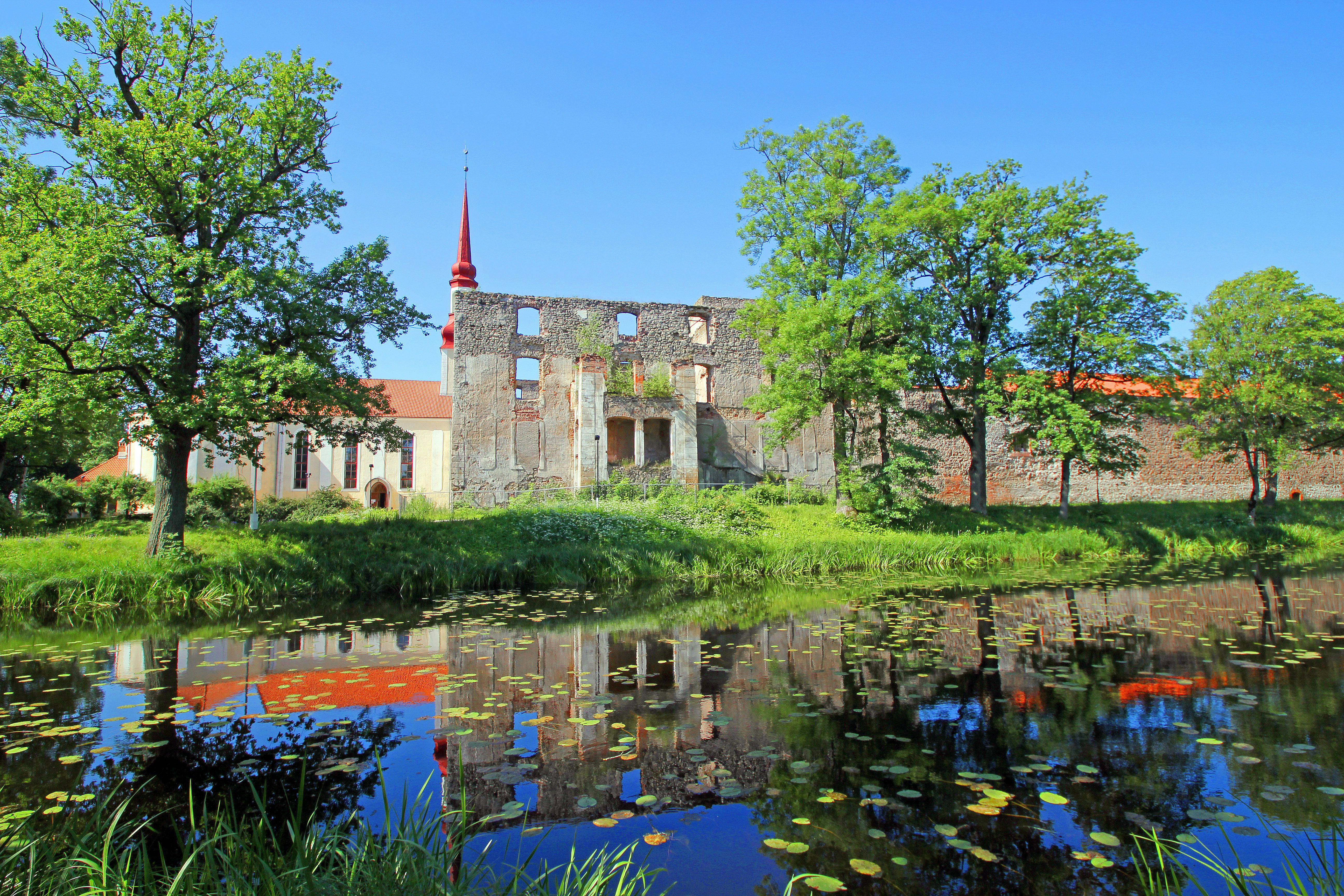
自東北方向望珀爾察馬城堡

城堡在大北方戰爭期間被燒毀，內部裝飾亦大部分被毀。但在1772年至1773年，城堡內部按豪華的洛可可式重新裝修。這亦可能是愛沙尼亞最具藝術成就的洛可可式室內裝潢案例。
在1941年的空襲中，城堡幾乎被毀。現在城堡僅存廢墟。教堂雖然也遭到損壞，但得到修復。部分附屬建築亦得到修復。

## 外部連結
- Põltsamaa castle （页面存档备份，存于） at Visit Estonia
- Põltsamaa castle （页面存档备份，存于） at Estonian Manors Portal
- Pictures of Põltsamaa castle before the war （页面存档备份，存于） at Europeana